# Lijst van voetbalinterlands Koeweit - Libanon
Deze lijst van voetbalinterlands is een overzicht van alle officiële voetbalinterlands tussen de nationale teams van Koeweit en Libanon. De landen hebben tot nu toe 34 keer tegen elkaar gespeeld. De eerste ontmoeting, een vriendschappelijke wedstrijd, werd gespeeld in Casablanca (Marokko) op 6 september 1961. Het laatste duel, eveneens een vriendschappelijke wedstrijd, vond plaats op 15 december 2024 in Doha (Qatar).

## Wedstrijden
| №  | Plaats     | Datum            | Competitie                 | Wedstrijd         | Uitslag |
| -- | ---------- | ---------------- | -------------------------- | ----------------- | ------- |
| 1  | Casablanca | 6 september 1961 | Vriendschappelijk          | Libanon − Koeweit | 4 − 0   |
| 2  | Beiroet    | 9 april 1963     | Arab Nations Cup 1963      | Libanon − Koeweit | 4 − 0   |
| 3  | Koeweit    | 19 november 1964 | Arab Nations Cup 1964      | Koeweit − Libanon | 2 − 3   |
| 4  | Bagdad     | 6 april 1966     | Arab Nations Cup 1966      | Libanon − Koeweit | 2 − 1   |
| 5  | Bangkok    | 14 december 1971 | Azië Cup 1972 kwalificatie | Koeweit − Libanon | 1 − 0   |
| 6  | Koeweit    | 30 oktober 1989  | Vriendschappelijk          | Koeweit − Libanon | 5 − 0   |
| 7  | Koeweit    | 2 januari 1993   | Vriendschappelijk          | Koeweit − Libanon | 2 − 0   |
| 8  | Koeweit    | 20 januari 1993  | Vriendschappelijk          | Koeweit − Libanon | 2 − 0   |
| 9  | Beiroet    | 9 juni 1996      | Azië Cup 1996 kwalificatie | Libanon − Koeweit | 3 − 5   |
| 10 | Koeweit    | 20 juni 1996     | Azië Cup 1996 kwalificatie | Koeweit − Libanon | 0 − 0   |
| 11 | Koeweit    | 8 mei 1997       | WK 1998 kwalificatie       | Koeweit − Libanon | 2 − 0   |
| 12 | Beiroet    | 22 juni 1997     | WK 1998 kwalificatie       | Libanon − Koeweit | 1 − 3   |
| 13 | Koeweit    | 9 september 1998 | Vriendschappelijk          | Koeweit − Libanon | 0 − 0   |
| 14 | Tripoli    | 25 juni 2000     | Vriendschappelijk          | Libanon − Koeweit | 3 − 1   |
| 15 | Larnaca    | 16 december 2003 | Vriendschappelijk          | Koeweit − Libanon | 2 − 0   |
| 16 | Larnaca    | 18 december 2003 | Vriendschappelijk          | Koeweit − Libanon | 0 − 0   |
| 17 | Tripoli    | 3 oktober 2004   | Vriendschappelijk          | Libanon − Koeweit | 1 − 3   |
| 18 | Beiroet    | 6 oktober 2004   | Vriendschappelijk          | Libanon − Koeweit | 1 − 1   |
| 19 | Beiroet    | 22 februari 2006 | Azië Cup 2007 kwalificatie | Libanon − Koeweit | 1 − 1   |
| 20 | Koeweit    | 2 januari 2008   | Vriendschappelijk          | Koeweit − Libanon | 3 − 2   |
| 21 | Beiroet    | 2 juli 2011      | Vriendschappelijk          | Libanon − Koeweit | 0 − 6   |
| 22 | Beiroet    | 11 oktober 2011  | WK 2014 kwalificatie       | Libanon − Koeweit | 2 − 2   |
| 23 | Koeweit    | 11 november 2011 | WK 2014 kwalificatie       | Koeweit − Libanon | 0 − 1   |
| 24 | Koeweit    | 14 december 2012 | West-Azië Cup 2012         | Koeweit − Libanon | 2 − 1   |
| 25 | Beiroet    | 15 oktober 2013  | Azië Cup 2015 kwalificatie | Libanon − Koeweit | 1 − 1   |
| 26 | Koeweit    | 15 november 2013 | Azië Cup 2015 kwalificatie | Koeweit − Libanon | 0 − 0   |
| 27 | Doha       | 29 december 2013 | West-Azië Cup 2014         | Koeweit − Libanon | 2 − 0   |
| 28 | Sidon      | 11 juni 2015     | WK 2018 kwalificatie       | Libanon − Koeweit | 0 − 1   |
| 29 | Koeweit    | 13 oktober 2015  | WK 2018 kwalificatie       | Koeweit − Libanon | 0 − 0   |
| 30 | Koeweit    | 11 oktober 2018  | Vriendschappelijk          | Koeweit − Libanon | 1 − 0   |
| 31 | Dubai      | 29 maart 2021    | Vriendschappelijk          | Koeweit − Libanon | 1 − 1   |
| 32 | Dubai      | 19 november 2022 | Vriendschappelijk          | Koeweit − Libanon | 2 − 0   |
| 33 | Doha       | 12 december 2024 | Vriendschappelijk          | Libanon − Koeweit | 2 − 1   |
| 34 | Doha       | 15 december 2024 | Vriendschappelijk          | Koeweit − Libanon | 0 − 2   |
| 35 | Surabaya   | 2 september 2025 | Vriendschappelijk          | Koeweit − Libanon |         |

## Samenvatting
| Competitie            | Totaal gespeeld | Winst Koeweit | Gelijk | Winst Libanon | Doelsaldo Koeweit – Libanon |
| --------------------- | --------------- | ------------- | ------ | ------------- | --------------------------- |
| WK-kwalificatie       | 6               | 3             | 2      | 1             | 8 − 4                       |
| Azië Cup-kwalificatie | 6               | 2             | 4      | 0             | 8 − 5                       |
| West-Azië Cup         | 2               | 2             | 0      | 0             | 4 − 1                       |
| Arab Nations Cup      | 3               | 0             | 0      | 3             | 5 − 9                       |
| Vriendschappelijk     | 17              | 9             | 4      | 4             | 28 − 16                     |
| Totaal                | 34              | 16            | 10     | 8             | 53 − 35                     |

## Details

### Twintigste ontmoeting
| Vriendschappelijk (Koeweit-Stad, Koeweit, 2 januari 2008): |       |                                                 |
| Koeweit                                                    | 3 – 2 | Libanon                                         |
| Ahmed Ajab 49' Ahmed Ajab 85' Ahmed Ajab 90+2'             | goals | 14' (pen.) Mohammed Ghaddar 44' Mahmoud El-Alie |

KFA · A-internationals · Bondscoaches · Statistieken · Koeweits vrouwenelftal · Koeweit U21 · Koeweit U20 · Koeweit U19 · Koeweit U18 · Koeweit U17
1960 – 1969 · 
1970 – 1979 · 
1980 – 1989 · 
1990 – 1999 · 
2000 – 2009 · 
2010 – 2019 ·
2020 − 2029
WK 1982
OS 1980 ·
OS 1992 ·
OS 2000
1961 · 
1962 · 
1963 · 
1964 · 
1965 · 
1966 · 
1967 · 
1968 · 
1969 · 
1970 · 
1971 · 
1972 · 
1973 · 
1974 · 
1975 · 
1976 · 
1977 · 
1978 · 
1979 · 
1980 · 
1981 · 
1982 · 
1983 · 
1984 · 
1985 · 
1986 · 
1987 · 
1988 · 
1989 · 
1990 · 
1991 · 
1992 · 
1993 · 
1994 · 
1995 · 
1996 · 
1997 · 
1998 · 
1999 · 
2000 · 
2001 · 
2002 · 
2003 · 
2004 · 
2005 · 
2006 · 
2007 · 
2008 · 
2009 · 
2010 · 
2011 · 
2012 · 
2013 ·
2014 ·
2015 ·
2016 ·
2017 ·
2018 ·
2019 ·
2020 ·
2021 ·
2022
Afghanistan ·
Algerije ·
Armenië ·
Australië ·
Azerbeidzjan ·
Bahrein ·
Bangladesh ·
Bhutan ·
Bosnië en Herzegovina ·
Bulgarije ·
Cambodja ·
China ·
Colombia · 
Cyprus ·
DDR ·
Duitsland ·
Ecuador ·
Egypte ·
Engeland ·
Filipijnen ·
Finland ·
Frankrijk ·
Hongarije · 
Hongkong ·
IJsland ·
India ·
Indonesië ·
Irak ·
Iran ·
Ivoorkust ·
Japan ·
Jemen ·
Jordanië ·
Kameroen ·
Kazachstan ·
Kenia ·
Kirgizië ·
Laos ·
Letland ·
Libanon ·
Libië ·
Litouwen ·
Macau ·
Maleisië ·
Mali ·
Malta ·
Marokko ·
Mongolië ·
Myanmar ·
Nepal ·
Nieuw-Zeeland ·
Noord-Korea ·
Noorwegen ·
Oeganda ·
Oezbekistan ·
Oman ·
Pakistan ·
Palestina ·
Polen ·
Portugal ·
Qatar ·
Saoedi-Arabië ·
Singapore ·
Slowakije ·
Soedan ·
Sovjet-Unie ·
Syrië ·
Tadzjikistan ·
Taiwan ·
Thailand ·
Trinidad en Tobago ·
Tsjechië ·
Tsjecho-Slowakije ·
Tunesië ·
Turkmenistan ·
Verenigde Arabische Emiraten ·
Verenigde Staten ·
Vietnam ·
Wales ·
Zambia ·
Zimbabwe ·
Zuid-Korea ·
Zuid-Vietnam
Engeland (1982) · 
Frankrijk (1982) · 
Tsjecho-Slowakije (1982)
FLFA · 
A-internationals · 
Libanees vrouwenelftal
1940 – 1949 · 
1950 – 1959 · 
1960 – 1969 · 
1970 – 1979 · 
1980 – 1989 · 
1990 – 1999 · 
2000 – 2009 · 
2010 – 2019 ·
2020 − 2029
Afghanistan ·
Algerije ·
Armenië ·
Australië ·
Bahrein ·
Bangladesh ·
Bhutan ·
Brunei ·
Bulgarije ·
Cambodja ·
China ·
Cyprus ·
Djibouti ·
Ecuador ·
Egypte ·
Equatoriaal-Guinea ·
Estland ·
Filipijnen ·
Gabon ·
Georgië ·
Hongarije ·
Hongkong ·
India ·
Irak ·
Iran ·
Jemen ·
Jordanië ·
Kazachstan ·
Kirgizië ·
Koeweit ·
Laos ·
Libië ·
Malediven ·
Maleisië ·
Malta ·
Marokko ·
Mauritanië ·
Mongolië ·
Montenegro ·
Myanmar ·
Namibië ·
Nieuw-Zeeland ·
Noord-Korea ·
Noord-Macedonië ·
Oeganda ·
Oezbekistan ·
Oman ·
Oost-Timor ·
Pakistan ·
Palestina ·
Qatar ·
San Marino ·
Saoedi-Arabië ·
Singapore ·
Slowakije ·
Soedan ·
Somalië ·
Sri Lanka ·
Syrië ·
Tadzjikistan ·
Thailand ·
Tsjechië ·
Tunesië ·
Turkije ·
Turkmenistan ·
Vanuatu ·
Verenigde Arabische Emiraten ·
Vietnam ·
Zuid-Korea